# 白鳥任三郎
白鳥 任三郎（しらとり にんざぶろう）は、『週刊少年サンデー』で連載されている青山剛昌原作の漫画作品、およびそれを原作とするテレビアニメなどのメディアミックス『名探偵コナン』の作品に登場する架空の人物。
アニメでの声優は塩沢兼人（第146話 - 第157話、劇場版第1作 - 第4作）→井上和彦（第205話 - 、劇場版第5作 - ）、幼少時代は本田貴子が担当している。

## 人物
警視庁刑事部捜査第一課強行犯捜査三係所属の警部。国家公務員I種試験合格を経て警察庁へ入庁したキャリア組。年齢は不詳。一人称は「私」「僕」。作中では目暮十三の部下のように描かれているが、正確には彼の部下ではない。初登場時こそ警部補だったために目暮の下に付いていたが、警部への昇進に伴って班を持ったことが明かされている。
初登場は、劇場版第1作『時計じかけの摩天楼』。階級は警部補だったが、原作、テレビアニメへの登場と同時に警部へ昇進した。原作外のキャラクターが本編へ逆輸入された数少ない例であり、後には白鳥が軸となるストーリーも作られた（帝丹小学校の教師で、江戸川コナンや少年探偵団の担任小林澄子とのエピソード）。
基本的には生真面目で慎重な性格だが、多少エリート意識の強い部分もある。当初はコナンのことを「観察力が少し優れているだけの普通の子供」と見なし、捜査へ介入させないようにしていたが、シリーズが進むにつれて佐藤と同様に彼の推理を柔軟に聞き入れるようになった。現場における捜査員としての能力も一課内では比較的高く、コナンの介入を受ける前に犯人を指摘したことがある。また、時には大胆な行動を取ることもあり、連続爆弾魔の事件では、自分の車内へ仕掛けられた爆弾がドアを開けると爆発することを悟りながらも犯人からのメッセージを佐藤に見せるためにドアを開け、急性硬膜下血腫に陥るほどの重傷を負った。劇場版第13作『漆黒の追跡者』によれば、トレーニングジムへ週2回通っているという。
当初は佐藤刑事へ好意を寄せており、高木とは恋敵の関係にあった。高木と佐藤の関係が疎遠になりそうになると喜んだり、逆に密接になるとシニカルな態度を示していた。佐藤と高木の関係を良く思わない刑事を指揮して、一課総出でデートの監視と妨害を行ったこともあった。しかし、当の佐藤は白鳥を「かなりの変人」扱いしており、白鳥のことを恋愛対象として眼中に入れてなかった模様。拳銃は目暮同様にあまり上手くない。
少年時代は法律家を目指していたが、万引きを目撃した少女を助けた際に彼女が残した「桜は警察の花。強くて格好いい正義の花」という言葉がきっかけで、刑事への道を歩むことになる。刑事になって佐藤と出会った時、佐藤こそがその少女であると考え彼女に好意を寄せるが、後に少女の正体は帝丹小学校でコナンたちの担任を務める小林澄子であったことが判明する。それ以降は佐藤と高木の恋路の邪魔をしなくなり、小林と相思相愛になっている。元が法律家志望だったこともあり、刑法を暗誦できる。徹底的に法を遵守する姿勢を取っており、犯人に同情することなく厳しく罪を咎めることもある。
実家は資産家で、晴月 沙羅（はれつき さら、声 - 大原さやか、旧姓：白鳥）という妹や、鴨井 五十吉（かもい いそきち、声 - 長克巳）という執事がいる。軽井沢に別荘を所有しており、OVA『16人の容疑者!?』、劇場版第3作『世紀末の魔術師』で言及されている。『世紀末の魔術師』では、休暇を取って軽井沢の別荘へ行っている間に怪盗キッドに変装され、捜査に介入されていた。
世界的な建築家だった森谷帝二の父への憧れから建築に興味を持つ上、ワインや音楽についても造詣が深い。料理も得意で、OVA『16人の容疑者!?』では妃英理に「お婿さんには最適ね」と絶賛された。また、祇園では顔馴染であると自慢している。絵画に関しては、容疑者の似顔絵を描くよう求められた際に「印象画が専門」と断っている。

## 登場の経緯
劇場版第1作『時計じかけの摩天楼』のシナリオ段階で容疑者候補が森谷帝二に絞られていたため、それを補うために犯人のダミー役として脚本の古内一成が考案した。
白鳥は、キャラクター原案を担当した原作者の青山剛昌によってできるだけ怪しく見えるようにデザインされており、監督のこだま兼嗣も担当声優の塩沢兼人に怪しい演技を要求していた。初号の段階ではこだまの狙い通りだったが、劇場公開時には小五郎が白鳥を犯人だと指摘する場面になると客席では塩沢の怪しい演技が観客のツボに入り、爆笑が起こったという。それ以降、白鳥は「劇場版のみの変な役」としてレギュラー入りした。当初、テレビシリーズへの登場は考えられていなかったが、原作に登場したためにテレビシリーズでもレギュラー入りしたという。
下の名前は、劇場版第2作『14番目の標的』で判明している。

## 補足
原作やテレビアニメでは、同じ警視庁捜査一課の目暮警部、高木刑事、佐藤刑事、千葉刑事と比べて登場は少ないが、劇場版では第16作『11人目のストライカー』までは全作品に登場していた。
初代担当声優の塩沢兼人は2000年5月10日に不慮の事故で死去したため、テレビアニメ第205話や2001年の劇場版第5作『天国へのカウントダウン』からは井上和彦が白鳥役を引き継いでいる。声優交代について、一時は「塩沢さんなしに白鳥警部は存在しえない」と白鳥の登場する話は作らないという方向に決まりかかったが、既に『コナン』という作品の中で白鳥がなくてはならないキャラクターに育っていたことや、「白鳥警部がここで消えてしまうのは、塩沢さんにとっても本意ではないかもしれない」と製作スタッフが思い直したことから、その後も白鳥を登場させることへと決定。当時のチーフプロデューサーである吉岡昌仁の推薦で、塩沢と古くからの友人であり「役者としての塩沢さんを一番理解していた」井上を抜擢したという。なお、当時総監督のこだま兼嗣は「無理に似せてもらうのは塩沢さんにも井上さんにも失礼」との考えから、初アフレコ当日に井上へ「塩沢さんに似せようとしないで井上さんの白鳥警部を」と頼んだという。